# Georg Kerschbaumer
Georg Kerschbaumer (* 11. Juli 1942 in Villach, Kärnten) ist ein österreichischer Politiker (SPÖ).

## Leben
Nach dem Besuch der Volks- und Hauptschule erlernte Georg Kerschbaumer den Beruf des Maschinenschlossers. Von 1960 bis 1962 arbeitete er in einer Fabrik in Jenbach. Im Anschluss daran schrieb er sich an der HTL in Klagenfurt am Wörthersee ein, an welcher er Maschinenbau studierte und im Jahr 1967 seine Matura eblegte. Nach zwei Jahren Arbeit in seinem Beruf wurde er 1969 Lehrer an einer Berufsschule in Villach; er blieb es 20 Jahre lang, bis 1989.
1973 ging Kerschbaumer auch in die Politik, als er als Abgeordneter seiner Partei, der SPÖ, in den Gemeinderat der Gemeinde Treffen am Ossiacher See einzog. Von 1979 bis 1980 bekleidete er kurzzeitig die Funktion des Gemeindevorstands, ehe er 1980 zum Bürgermeister von Treffen gewählt wurde. Er blieb es danach 16 Jahre lang, bis 1996.
Im Rahmen der 26. wie auch 27. Legislaturperiode saß Georg Kerschbaumer von 1989 bis 1994 als SPÖ-Abgeordneter im Kärntner Landtag, ehe er von April 1994 bis März 1996 knapp zwei Jahre lang Kärnten als Mitglied des Bundesrats in Wien vertrat.